# Geneva Automobile & Manufacturing Company
Geneva Automobile & Manufacturing Company war ein US-amerikanischer Hersteller von Automobilen.

## Unternehmensgeschichte
Das Unternehmen wurde 1901 in Geneva in Ohio gegründet. Es gehörte zur 1894 gegründeten Geneva Cycle Company. N. J. A. Carter war Präsident und A. Thompson Chefingenieur. Sie begannen mit der Produktion von Automobilen. Der Markenname lautete Geneva. Am 9. Mai 1901 war das erste Fahrzeug fertig. Es nahm im gleichen Jahr an der Fahrt von New York City nach Buffalo teil. Im Dezember 1901 wurde es im Madison Square Garden ausgestellt.
Im Oktober 1902 startete ein Rennwagen bei Rennen in Grosse Pointe. Er bezwang Fahrzeuge von White und Winton und verlor nur gegen den Ford 999, gefahren von Barney Oldfield. Dieser Erfolg sorgte für größere Nachfrage. So verkaufte der Händler in Cleveland 30 Fahrzeuge innerhalb von sechs Monaten. Geschäftsleute aus Cleveland investierten daraufhin in das Unternehmen. Als Nachteil erwies sich, dass Geneva eine Kleinstadt mit 2342 Einwohnern war, in der keine größere Produktion möglich war.
Im Januar 1904 stand noch ein Fahrzeug auf einer Ausstellung in New York City. Wenig später endete die Produktion. Jährlich waren etwa 20 bis 30 Fahrzeuge entstanden. Ein Fahrzeug existiert noch.
Die Colonial Brass Company übernahm das Werk mitsamt dem Maschinenpark.
Es bestanden keine Verbindungen zu den anderen US-Herstellern von Pkw der Marke Geneva: Geneva Auto Specialty & Repair Company, Schoeneck Company und Geneva Wagon Company.

## Fahrzeuge
Im Angebot standen Dampfwagen. Für die Zeit von 1901 bis 1902 sind Model A, Model B und Model C als Runabout, Model D als Tourenwagen, ein Dos-à-dos und ein leichter Lieferwagen überliefert.
1903 gab es zwei schwächere Modelle. Die Leistung ihrer Elektromotoren war mit 4/6 PS angegeben. Sie waren als Runabout und Surrey karosseriert. Ein stärkerer Motor mit 10 PS Leistung trieb ein Tonneau an.
1904 standen zwei Modelle im Sortiment. Dies waren der Style F als Tonneau und der Style G als Runabout.

## Modellübersicht
| Jahr      | Modell  | Leistung (PS) | Aufbau                          |
| --------- | ------- | ------------- | ------------------------------- |
| 1901–1902 | Model A |               | Runabout                        |
| 1901–1902 | Model B |               | Runabout                        |
| 1901–1902 | Model C |               | Runabout                        |
| 1901–1902 | Model D |               | Tourenwagen                     |
| 1901–1902 | Steam   |               | Dos-à-Dos, leichter Lieferwagen |
| 1903      | 4/6 HP  | 4/6           | Runabout, Surrey                |
| 1903      | 10 HP   | 10            | Tonneau                         |
| 1904      | Style F |               | Tonneau                         |
| 1904      | Style G |               | Runabout                        |